# 古河橋
古河橋（ふるかわばし）は、栃木県日光市足尾町赤倉にある道路橋。一級水系利根川水系渡良瀬川の上流である松木川に架かっている。国の重要文化財に指定されている。

## 歴史
古河鉱業（現・古河機械金属）足尾銅山の専用電気軌道（後の足尾銅山馬車鉄道の一部となる）を施設した際、1891年（明治24年）1月1日に開通した、松木川に架かる全長48.5 mのトラス橋である。
旧足尾本山駅があった本山地区は、足尾銅山の操業の中心地であった。その本山地区と社宅などが立ち並んでいる赤倉地区の間には松木川が流れているため、両区を結ぶために1884年（明治17年）に木造の直利橋（なおりばし）が架設されたが、1887年（明治20年）4月8日に松木村の大火で焼失してしまった。そのため、足尾銅山から足尾製錬の精錬所までの鉱石運搬用として、直利橋の跡にドイツ人の設計により本橋梁が架設されている。
本橋梁は1890年（明治23年）6月に着工したが、同年8月22日に松木川が大洪水になり足場が流失するという事故に遭った。同年10月26日に再開後は、突貫工事を行い同年12月28日に竣功した。翌年の1891年（明治24年）には、鉄道道路併用橋として日本初となる実用化された単線の電気鉄道が施設されている。
その後は、道路橋にそのまま転用され補強工事も行われていたが、本橋梁の老朽化に伴い、南側に新古河橋が1993年（平成5年）に架設されたため歩道橋に変更。現在は橋の入り口に柵が設けられ立ち入り禁止となっている。
1981年（昭和56年）には足尾町指定文化財に指定され、2006年（平成18年）3月20日に日光市指定文化財となった後、2014年（平成26年）に国の重要文化財に指定された。また、土木学会による「近代土木遺産2800選Bランク」にも選出されている。

## 構造
下路式ワーレントラス（ボウストリングトラス・ピン結合）の形式であり、1890年（明治23年）製造のドイツ・ハーコート（Harkort'sche Fabrik）製である。また、トラスの部材をボルトで締めて連結組立てを行う、プレハブ式であるのが特徴である。
- トラスの支間長：48.0m
- 橋床：鉄筋コンクリート

## 周辺
- 足尾本山
- 旧足尾本山駅
- 栃木県道250号中宮祠足尾線